# Coin Coin Chapter Four: Menphis
Coin Coin Chapter Four: Memphis è il nono album in studio della musicista statunitense Matana Roberts, pubblicato nel 2019.

## Tracce
1. Jewels of the Sky: Inscription – 1:48
2. As Far as the Eye Can See – 4:03
3. Trail of the Smiling Sphinx – 9:43
4. Piddling – 2:29
5. Shoes of Gold – 3:07
6. Wild Fire Bare – 5:41
7. Fit to Be Tied – 2:41
8. Her Mighty Waters Run – 4:57
9. All Things Beautiful – 2:30
10. In the Fold – 3:16
11. Raise Yourself Up – 2:44
12. Backbone Once More – 0:51
13. How Bright They Shine – 2:50